# Pontus von Pluring
Pontus von Pluring (orig. John D. Rockerduck) är en figur som medverkar i de tecknade serierna om Kalle Anka. Han är, jämte Guld-Ivar Flinthjärta, Joakim von Ankas värste rival. Hans engelska namn är inspirerat av den amerikanska oljemiljardären John D. Rockefeller.
Carl Barks skapade von Pluring i en kort serie 1961, där han ställer upp mot von Anka i en motorbåtstävling.
Carl Barks använde dock aldrig figuren igen, utan det var istället italienska Disney-tecknare som gjorde honom till en populär figur.
Hans svenska förnamn Pontus förekommer sällan i serierna, första gången var i Farbror Joakim i storslösartagen (KA 29/1966). Sedan millennieskiftet har det dock börjat figurera oftare. Det första namnet som användes i Sverige på von Pluring var en rak översättning i form av John D. Rockeranka (KA 5/1963). Han har också benämnts P. Luring.
Don Rosas serie Joakims liv skildrar von Ankas första möte med von Pluring. Här presenterar sig von Plurings far Harald, som gjort sig en förmögenhet på malmprospektering, och lär ut sina konster till von Anka. Den unge Pontus - som kommer att ärva sin fars pengar - visar sig lika arrogant och bortskämd som senare i livet, och han blir ursinnig på sin far varje gång denne umgås med "smutsiga arbetare"...
Till skillnad från sina rikare, blygsamma och sparsamma konkurrenter Joakim von Anka och Guld-Ivar Flinthjärta är von Pluring förnäm, skrytsam och slösaktig. Von Pluring äger 10 kronor mindre än Joakim och 9 kronor och 75 öre mindre än Guld-Ivar.[källa behövs] Många gånger är von Pluring hänsynslös och i vissa fall använder han till och med olagliga metoder, speciellt om han vill besegra Joakim von Anka. Det har också hänt att von Pluring har anlitat kriminella figurer, och i vissa fall har han till och med anlitat Björnligan och samarbetat med Magica de Hex för att beröva Joakim hans turkrona.
von Pluring har även själv visat sig ha en turkrona i några enstaka serier. Men han är inte lika fäst vid den som Joakim är vid sin.
De gånger von Pluring misslyckas med att besegra Joakim, vilket händer ganska ofta, får han som straff oftast äta upp sin hatt. Dock värt att notera är att han vanligtvis gör det av relativt egen vilja i ren frustration; det är inte von Anka som tvingar honom till det.

## Album
- Äntligen tillbaka — von Pluring. Utvalda historier från 1963 till 1979. ISBN 91-7269-133-6